# Karl Leister (roeier)
Karl Leister was een Duits roeier.
Leister was een van de twee stuurmannen van de Duitse vier-met-stuurman tijdens de Olympische Zomerspelen 1912. Volgens het IOC stuurde Leister de finale. Van Leister is alleen zijn naam bekend.

## Resultaten
- Olympische Zomerspelen 1912 in Stockholm  in de vier-met-stuurman